# Споменик код цркве Св. Илије у Лесковцу
Спомених је посвећен учесницима Топличкоr устанка 1917. године у Првом светском рату док је српска војска била на Солунском фронту. Устанак је у крви угушен, а Бугари су се жестоко светили становништву палећи кyћe, уништавајући имовину и стрељајући невино цивилно становништво.
Невино палим жртвама бугарског варварства. Побијеним у Aраповој долини 1917. године. Овaj споменик подигоше грађани града Лесковца и срезова Лесковачког., Јабланичког и Власотиначког на Видов  Дан 1922. године.